# Diazosma seclusum
Diazosma seclusum är en tvåvingeart som beskrevs av Jaroslav Stary och Martinovsky 1993. Diazosma seclusum ingår i släktet Diazosma och familjen vintermyggor.
Artens utbredningsområde är Tjeckien. Inga underarter finns listade i Catalogue of Life.